# Fulls clínics
Fulls clínics va ser una revista de temes mèdics que va sortir a la ciutat de Reus el desembre de 1931 fins al gener de 1936.

## Història
Va sorgir com a iniciativa d'un grup de metges reusencs per tal de divulgar diversos aspectes mèdics i clínics que els professionals treballaven en les seves activitats. L'editorial del primer número parla d'un "Recull dels fets que contínuament ofereix la clínica amb tot el seu polimorfisme i amb tota la seva exuberància […] un camí cap a un major perfeccionament". El primer i el segon número (XII-1931, IV-1932), portaven el nom de Fulles clíniques, corregit al número 3.
Els col·laboradors habituals eren: Francesc Abelló Pascual, Jaume Sabater (cap del Servei Provincial de lluita antituberculosa), Antoni Oriol i Anguera (professor titular a la càtedra de bioquímica de l'Escola d'Enginyers Agrònoms de Barcelona), Pere Cavallé Pi (cap del Servei de Tocologia de l'Hospital de Reus), Jaume Roig, Josep Solanes Vilaprenyó (metge de la Secció d'homes de l'Institut Pere Mata), Josep Maria Ibarz (cirurgià numerari de l'Hospital de Sant Joan), Lluís Grau Barberà (metge-director del Dispensari de la Lluita Antivenèria de la Generalitat de Catalunya), Enric Olesti, i altres, que formen el nucli fundador i més actiu. Hi publiquen també textos Josep Briansó, Salvador Vilaseca, Francesc Tosquelles, Antoni Escolà, Antoni Oriol i Anguera…
La característica més important de la revista va ser que aportava nous coneixements sobre aspectes terapèutics i patològics per tal de posar al dia a la comunitat mèdica. Els temes més tractats eren la fisiologia, la psiquiatria i la cirurgia, i patologies en general. Els autors explicaven experiències pròpies del seu lloc de treball i tècniques i opinions recollides en congressos o en lectures de revistes estrangeres.
Després de la guerra civil, l'any 1940, va voler continuar amb el nom de Hojas clínicas.

## Aspectes tècnics
No surt amb una periodicitat regular i no hi apareix cap mena de numeració, a part de la data. El nombre de pàgines és variable, entre 26 i 45, i inclou pàgines numerades a part amb publicitat, de laboratoris i productes farmacèutics. Es distribuïa de franc, sembla, entre els metges reusencs. Es coneixen els números següents: XII-1931, IV-1932, X-1932, I-1933, VII-1933, I-1934, V-1935, VII-1935, X-1935, I-1936. La llengua és en català normalitzat, tot i que de tant en tant s'observen algunes incorreccions en paraules tècniques. S'explica pel fet que fins a l'aparició del Diccionari de Medicina del doctor Corachan el 1936 no hi va haver un lèxic mèdic acceptat per tothom. Les cobertes eren de cartolina monocroma, usualment de color marró, però de vegades eren groc pàl·lid o verdes. La tipografia era molt llegible. L'impressor i editor responsable era la impremta Ferrando.

## Localització
- Col·lecció a la Biblioteca Central Xavier Amorós de Reus[3]
- Col·lecció a la Biblioteca del Centre de Lectura de Reus[4]